# 扎希羅奇科
49°22′52″N 24°18′39″E / 49.38111°N 24.31083°E
扎希羅奇科（羅馬化：Zahirochko）是烏克蘭西部的村莊，隸屬利維夫州的斯特雷區。該村始建於1506年，面積1.64平方公里，海拔高度250米，2001年人口907，人口密度每平方公里553.05人。